# Ủy ban Thụy Điển vì Việt Nam
Ủy ban Thụy Điển vì Việt Nam (SKfV – Svenska Kommittén för Vietnam) là một tổ chức phi chính phủ theo chủ nghĩa hòa bình được thành lập tại Thụy Điển vào năm 1967 nhằm hỗ trợ Bắc Việt Nam trong Chiến tranh Việt Nam. SKfV là sự tái cơ cấu của Ủy ban Thụy Điển Việt Nam trước đây (SVK – Svenska Vietnamkommittén). Ủy ban này có mục tiêu hỗ trợ Việt Nam Dân chủ Cộng hòa và phản đối mạnh mẽ sự can dự của Hoa Kỳ vào Việt Nam với khẩu hiệu "Hòa bình ở Việt Nam", thông qua viện trợ tài chính, diễu hành với đuốc, cung cấp nơi tị nạn cho những người trốn tránh nghĩa vụ quân sự và gửi các bức thư yêu cầu hành động cho chính phủ Thụy Điển. Với khuynh hướng chính trị thiên tả, SKfV có liên hệ với Đảng Dân chủ Xã hội Thụy Điển. SKfV đặt mục tiêu hoạt động là tăng cường sự chú ý và sự tham gia của công chúng vào Việt Nam. SKfV thúc đẩy chính phủ Thụy Điển chỉ trích Hoa Kỳ về sự tham gia của nước này vào những gì trước đây là Đông Dương thuộc Pháp và tổ chức các chiến dịch để tăng cường sự ủng hộ cho Bắc Việt Nam. Chiến dịch này làm trầm trọng thêm căng thẳng giữa Thụy Điển và Hoa Kỳ về Chiến tranh Việt Nam. Năm 1974, SKfV mở rộng phạm vi hoạt động sang Campuchia và Lào, đánh dấu lần đổi tên thứ hai trước khi xảy ra sự kiện Việt Nam xâm lược Campuchia vào năm 1979. Ủy ban Thụy Điển về Việt Nam, Lào và Campuchia vẫn tiếp tục hoạt động cho đến ngày nay.

## Lịch sử

### Quan hệ Thụy Điển-Hoa Kỳ
Ngay trong thời kỳ thương mại giữa hai quốc gia đạt mức cao, nhiều nhà ngoại giao Hoa Kỳ vẫn coi Thụy Điển là đáng ngờ vì trung lập của họ trong Thế chiến thứ nhất và thứ hai và mối quan hệ của họ với Đế chế Đức và Đức Quốc xã. Trong năm 1965, các viên chức chính phủ ở Stockholm công khai chỉ trích chính sách của Mỹ trong chiến tranh Việt Nam. Sau đó, vào năm 1968, Bộ trưởng Giáo dục Thụy Điển lúc bấy giờ và sau này là Thủ tướng Olof Palme đã tham gia một cuộc biểu tình ở Stockholm (do SKfV tổ chức). Ông đã phản đối cùng với đại sứ Bắc Việt Nam tại Liên Xô, Nguyễn Thọ Chân, chống lại sự can dự của Hoa Kỳ vào Việt Nam. Thụy Điển là quốc gia phương Tây duy nhất công khai cấp quyền tị nạn cho những người trốn nghĩa vụ, chẳng hạn như cựu chiến binh Terry Whitmore. Mối quan hệ chỉ bắt đầu được cải thiện sau khi Thorbjörn Fälldin nhậm chức vào năm 1976 và sau đó là lễ nhậm chức của Ingvar Carlsson vào năm 1986.

### Bối cảnh

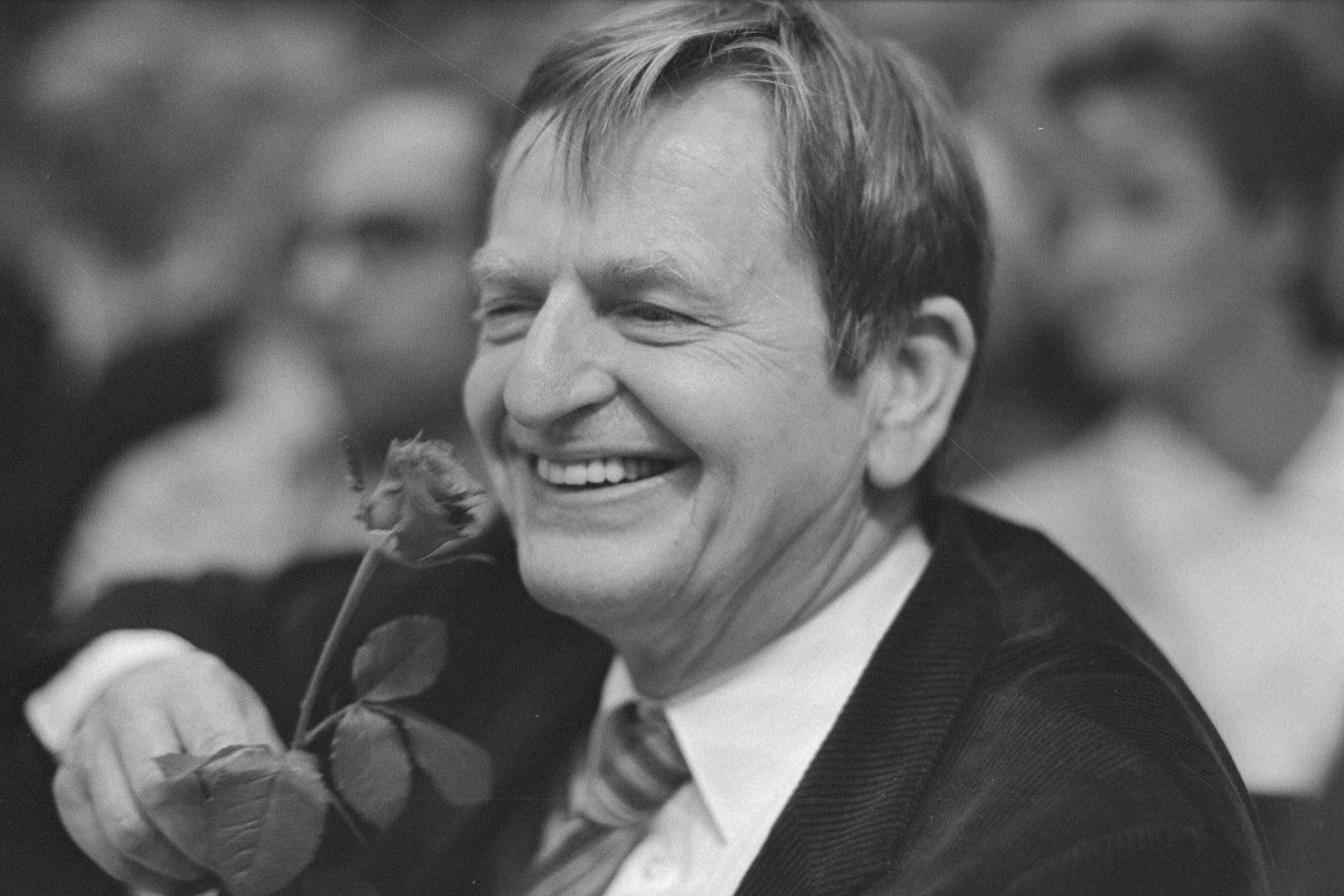
Olof Palme, cựu Thủ tướng Thụy Điển

Olof Palme là một chính trị gia chủ chốt trong chính phủ Thụy Điển liên quan đến Chiến tranh Việt Nam. Vào mùa hè năm 1965, Palme, khi đó là Bộ trưởng Bộ Giáo dục và Các vấn đề Tôn giáo, đã có bài phát biểu có ảnh hưởng, nêu bật sự căng thẳng chính trị gia tăng trên thế giới và cuộc đấu tranh giành tự do dân tộc "có liên quan mật thiết đến nỗ lực giải phóng xã hội và kinh tế". Palme bày tỏ trách nhiệm của Thụy Điển trong việc bảo vệ những người bị áp bức chống lại những kẻ áp bức họ. Mặc dù Palme chỉ nhắc đến Việt Nam vào cuối bài phát biểu của mình, nhưng công chúng hiểu lời của Palme như một lời chỉ trích gián tiếp về sự can dự của Hoa Kỳ vào Việt Nam. Báo chí tư sản giải thích bài phát biểu của Palme là cách thúc đẩy chương trình nghị sự chính trị của riêng ông trong khi Bộ trưởng Ngoại giao Torsten Nilsson đi vắng trong chuyến công tác của chính phủ. Khi trở về sau vài tuần, Nilsson đã có bài phát biểu nhằm xoa dịu căng thẳng, chỉ trích cả Hoa Kỳ và Liên Xô. Nilsson mô tả đường lối trung lập của Thụy Điển "được thể hiện tốt nhất nếu chúng ta nói thẳng thắn theo cả hai hướng".
Đối với đảng Dân chủ Xã hội Thụy Điển, vấn đề Việt Nam đặt ra nguy cơ rằng các nhóm trẻ hơn, cấp tiến hơn sẽ đi xa hơn về phía cánh tả trên quang phổ chính trị. Trong Đảng Dân chủ Xã hội, Thủ tướng Tage Erlander khi đó đã bày tỏ rằng việc các nhóm cánh tả cấp tiến được đảng dẫn dắt luôn là điều tự nhiên và điều này nên tiếp tục như vậy. Phong trào thanh niên Thụy Điển ủng hộ cho Mặt trận Dân tộc Giải phóng miền Nam Việt Nam, phong trào DFFG, được giới lãnh đạo Dân chủ Xã hội coi là biểu hiện của cuộc nổi loạn của thanh niên, và chính những người trẻ tuổi là đối tượng mà đảng này sợ mất khi họ đưa ra chiến lược viện trợ phát triển thấp nhất trong tất cả các đảng.

### Việc thành lập
Ủy ban Thụy Điển vì Việt Nam (SKfV) là tổ chức tái cấu trúc chính thức của thực thể hiện hữu trước đó là Ủy ban Thụy Điển Việt Nam (SVK). Ủy ban được thành lập và hoạt động vào năm 1967. SKfV chủ yếu nhận được tài trợ thông qua các tổ chức và công đoàn Dân chủ Xã hội.
Sau các cuộc biểu tình đầu tiên của Thụy Điển phản đối Hoa Kỳ ở Việt Nam năm 1964, một số ủy ban như SKfV, Quỹ quốc gia cho Việt Nam [Naionalinsamlingen för Vietnam] và Ủy ban hỗ trợ Hội nghị Stockholm về Việt Nam [Stödkomittén för Stockholmskonferenserna om Vietnam] đã trở thành tiền đề cho sự hình thành của SKfV. Mục đích chính thức của SKfV là định hướng dư luận về chiến tranh Việt Nam đồng thời ngăn chặn những kẻ cực đoan lợi dụng phong trào phản chiến.
SKfV bao gồm các tổ chức chính trị, công đoàn và nhà thờ tự do được bầu vào ban quản trị. Đến năm 1971, 33 tổ chức quốc gia và 212 tổ chức địa phương đã trở thành thành viên của SKfV, phần lớn là các công đoàn hoặc hiệp hội dân chủ xã hội.

### Quan hệ với DFFG
Các nhóm NLF Thống nhất (DFFG, De Förenade FNL-Grupperna), một phong trào quần chúng Thụy Điển ủng hộ Mặt trận Dân tộc Giải phóng miền Nam Việt Nam (NLF), coi việc thành lập ủy ban là một nỗ lực của Đảng Dân chủ Xã hội nhằm giành quyền kiểm soát DFFG. Họ coi Ủy ban Thụy Điển vì Việt Nam (SKfV) là một tổ chức quan liêu phụ thuộc vào chính phủ Thụy Điển cho các hoạt động của mình.
Đến cuối năm 1969, SKfV và DFFG đã có kế hoạch tổ chức một cuộc trình diễn chung. Mặc dù ban đầu có triển vọng, sự hợp tác này đã tan vỡ khi SKfV trình bày dự thảo nghị quyết về việc cung cấp viện trợ của chính phủ cho Bắc Việt Nam. DFFG đã bày tỏ sự phản đối nghị quyết này với lý do nó được trình bày theo cách không chính xác về mặt chính trị.
Theo thời gian, DFFG ngày càng tin rằng cách tốt nhất để hỗ trợ người dân Đông Dương là hai tổ chức phải cùng làm việc. Thay vì bổ sung cho nhau, họ lại hợp tác để củng cố tinh thần phản chiến của người dân Thụy Điển. Vào mùa thu năm 1972, hai tổ chức đã làm việc cùng nhau ở cấp địa phương, mặc dù không phải lúc nào cũng không có xung đột do sự hoài nghi của SKfV đối với DFFG.

### Các hoạt động
Những yêu cầu chính mà SKfV đưa ra là Hoa Kỳ phải ngừng ném bom Việt Nam, rút quân khỏi đất nước này và để người dân Việt Nam được phép đưa ra quyết định về đất nước của họ. Trên nhiều mặt trận, những yêu cầu của họ phù hợp với yêu cầu của phong trào Mặt trận Giải phóng toàn cầu cũng như của DFFG, bao gồm yêu cầu Hoa Kỳ rút quân và chủ quyền của người dân Việt Nam. Tuy nhiên, cũng có những khác biệt đáng kể. SKfV không chấp nhận những lời chỉ trích đối với chính phủ Thụy Điển cũng như không chấp thuận các phương pháp làm việc phi truyền thống của DFFG.

#### Hỗ trợ tài chính từ thiện cho Việt Nam
Vào mùa xuân năm 1966, Ủy ban Thụy Điển vì Việt Nam (SKfV) đã bắt đầu Quỹ quyên góp quốc gia cho Việt Nam, một tổ chức từ thiện được hỗ trợ từ cả năm đảng phái quốc hội cũng như các doanh nghiệp. Đến đầu năm 1969, ủy ban đã thành công trong việc đảm bảo viện trợ cho Bắc Việt Nam.

#### Đoàn rước đuốc

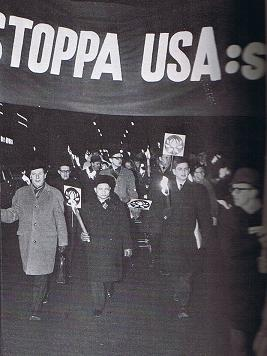
Olof Palme biểu tình phản đối Chiến tranh Việt Nam, tháng 2 năm 1968

Hành động được quảng bá rộng rãi nhất trên trường quốc tế của Ủy ban Thụy Điển vì Việt Nam là cuộc diễu hành rước đuốc qua Stockholm vào ngày 21 tháng 2 năm 1968. Olof Palme, mặc dù không phải là thành viên chính thức của SKfV, đã đi cạnh Đại sứ Bắc Việt Nam tại Moscow lúc bấy giờ, Nguyễn Thọ Chân, để thể hiện sự ủng hộ của công chúng đối với Việt Nam.

##### Sự căng thẳng của cuộc diễu hành
Mặc dù nhìn chung không đồng tình với SKfV, các nhóm NLF địa phương tại Stockholm vẫn tham gia cuộc biểu tình vì đồng ý với các mục tiêu chung của nhóm. Tuy nhiên, họ muốn tẩy chay cuộc họp cuối cùng để phản đối Olof Palme và Gunnar Myrdal vì những hoạt động của họ chống lại phong trào Mặt trận Giải phóng Dân tộc (NLF). Các nhóm NLF đã gặp Nguyễn Thọ Chân vài ngày trước cuộc biểu tình và cố gắng thuyết phục ông không tham gia, giải thích với ông về việc thành lập SKfV như một cách để kiểm soát phe cánh tả cấp tiến. Tuy nhiên, Nguyễn Thọ Chân đã nói rõ rằng ông sẽ tham gia, một hành động khuyến khích các nhóm NLF tham gia. Cuộc diễu hành đã trở thành cuộc biểu tình chống Chiến tranh Việt Nam lớn nhất của Thụy Điển cho đến nay và làm căng thẳng thêm mối quan hệ ngoại giao giữa Thụy Điển và Hoa Kỳ.

#### Nơi tị nạn cho những người trốn tránh nghĩa vụ quân sự của Hoa Kỳ
Do cuộc tuần hành của Olof Palme cùng Nguyễn Thọ Chân, Hoa Kỳ đã triệu hồi đại sứ William Womack Heath về nước vào ngày 8 tháng 3 năm 1968. Ủy ban đã ban hành một lá thư thể hiện sự ủng hộ của họ đối với Palme. Sau đó, Ủy ban Thụy Điển vì Việt Nam (SKfV) đã thuyết phục Chính phủ Thụy Điển cho phép những người trốn tránh nghĩa vụ quân sự Mỹ tị nạn. Những người đào ngũ này sau đó đã được phép thành lập ủy ban của họ, Hiệp hội những người đào ngũ Hoa Kỳ, vào tháng 2 năm 1986.

## Hoạt động hiện tại
Ủy ban Thụy Điển vì Việt Nam (SKfV) vẫn tiếp tục hoạt động tại Việt Nam, Lào và Campuchia; nhưng hiện nay họ đã chuyển sự chú ý của mình sang hỗ trợ những người bị ảnh hưởng bởi chất độc màu da cam thông qua sự hợp tác với Việt Nam. Sự hỗ trợ này chủ yếu dành cho việc gây quỹ và tài chính.

## Dòng thời gian các hoạt động
- 1964– Các cuộc biểu tình phản chiến của Thụy Điển phản đối chiến dịch của Hoa Kỳ ở Việt Nam bắt đầu.[20]
- Tháng 8 năm 1965 – Ủy ban Việt Nam Thụy Điển (SKV) được thành lập.[21]
- Mùa xuân năm 1966 – SKV bắt đầu chương trình Tập hợp Quốc gia cho Việt Nam.[22]
- 6–9 tháng 7 năm 1967 – Hội nghị thế giới về Việt Nam được tổ chức tại Stockholm
- Ngày 4 tháng 10 năm 1967 – SKV chính thức được thay thế bằng Ủy ban Thụy Điển vì Việt Nam (SKfV).[23] Được chủ trì bởi Evert Svensson, thành viên quốc hội của Hiệp hội Dân chủ Xã hội Thiên chúa giáo (SKSF).[24]
- 4 tháng 1 năm 1968 – Gunnar Myrdal thay thế Svensson.[23]
- Ngày 10 tháng 2 năm 1968 – Đảng Dân chủ Xã hội đồng ý cấp hỗ trợ tài chính cho ủy ban.[23]
- Ngày 13 tháng 2 năm 1968 – Ủy ban Thụy Điển vì Việt Nam (SKfV) thông qua chương trình Kêu gọi vì Nhân dân Việt Nam [12]
- Ngày 21 tháng 2 năm 1968 – Palme (lúc đó là bộ trưởng giáo dục) phản đối sự can dự của Hoa Kỳ vào Việt Nam cùng với đại sứ Bắc Việt Nam, Nguyễn Thọ Chân.
- Ngày 8 tháng 3 năm 1968 – Hoa Kỳ rút Đại sứ William W. Heath để đáp trả cuộc tuần hành của Palme
- Ngày 10 tháng 1 năm 1969 – Thụy Điển là quốc gia phương Tây đầu tiên công nhận và đặt quan hệ chính thức với Bắc Việt Nam.[25]
- 1971 – Birgitta Dahl được bổ nhiệm làm chủ tịch mới của SKfV.
- 1974 – Ủy ban Thụy Điển vì Việt Nam đổi tên thành Ủy ban Thụy Điển vì Việt Nam, Lào và Campuchia (Svenska kommittén för Vietnam, Lào, och Kambodja)[5]
- Ngày 25 tháng 12 năm 1978 – Việt Nam xâm lược Campuchia

## Những nhân vật nổi bật

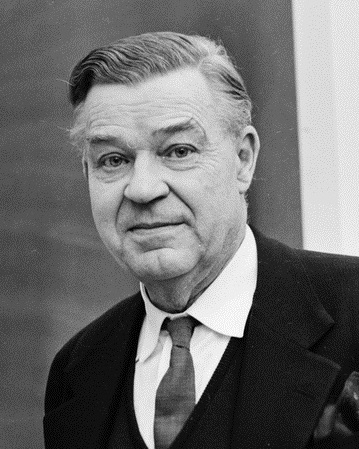
Gunnar Myrdal, Chủ tịch 1968-1971

### Chủ tịch
- Evert Svensson (Chủ tịch tạm thời từ ngày 4 tháng 10 năm 1967 đến ngày 24 tháng 1 năm 1968)
- Gunnar Myrdal (Chủ tịch từ năm 1968 đến năm 1971)
- Birgitta Dahl (Chủ tịch từ năm 1971 đến năm 1977)

### Các thành viên đáng chú ý khác
- Hans Göran Frank
- John Takaman
- Hjalmar Thêm
- Theo Anders Fogelström
- Bertil Svahnström